# Список умерших в 556 году

## Февраль
- 22 февраля — Максимиан, святой, 30-й епископ и 1-й архиепископ Равенны, христианский богослов.

## Дата смерти неизвестна или требует уточнения
- Гервей, святой Римско-католической и Православной церкви, монах, покровитель Бретани.
- Кадрод ап Кинвид, король Калхвинеда (до 556).
- Роман Сладкопевец, христианский святой.
- Эху Тирмхарна, король Коннахта (550—556).